# Pekka Rautakallio
Pekka Rautakallio (* 25. Juli 1953 in Pori) ist ein ehemaliger finnischer Eishockeyspieler und jetziger -trainer, der in seiner aktiven Zeit von 1970 bis 1989 unter anderem für die Atlanta Flames und Calgary Flames in der National Hockey League, sowie die Phoenix Roadrunners in der World Hockey Association gespielt hat. Zuletzt war er zwischen 2014 und Februar 2016 Cheftrainer bei Ässät Pori. 

## Karriere

### Als Spieler
Pekka Rautakallio begann seine Karriere als Eishockeyspieler in seiner Heimatstadt bei Ässät Pori, für die er von 1970 bis 1975 in der SM-sarja aktiv war und in der Saison 1970/71 erstmals Finnischer Meister wurde. Von 1975 bis 1977 spielte der Verteidiger für die Phoenix Roadrunners in der World Hockey Association, ehe er für ebenfalls zwei Jahre zu Ässät Pori in die neugegründete SM-liiga zurückkehrte. Am 5. Juni 1979 unterschrieb er als Free Agent einen Vertrag bei den Atlanta Flames aus der National Hockey League. Nachdem das Franchise ein Jahr später ins kanadische Calgary umgesiedelt wurde, spielte der Finne auch zwei Spielzeiten lang für Atlantas Nachfolgeteam Calgary Flames. 
Zur Saison 1982/83 unterschrieb Rautakallio einen Vertrag beim HIFK Helsinki aus der SM-liiga, mit dem er in der gleichen Spielzeit zum zweiten Mal in seiner Laufbahn die finnische Meisterschaft gewann. Seine aktive Karriere beendete der Linksschütze beim SC Rapperswil-Jona, für die er von 1987 bis 1989 in der Schweizer Nationalliga B auf dem Eis stand.
Nach Rautakallio ist die Pekka-Rautakallio-Trophäe für den besten Verteidiger der SM-liiga benannt, die er selbst dreimal erhielt.

### International
Für Finnland nahm Rautakallio an den Weltmeisterschaften 1972, 1973, 1975, 1977, 1978, 1979 und 1983 teil. Des Weiteren stand er im Aufgebot Finnlands beim Canada Cup 1976 und 1981.

### Als Trainer
Nach seinem Karriereende begann Rautakallio, als Eishockeytrainer zu arbeiten. In der Saison 1990/91 betreute er die U18-Junioren von Kiekko Espoo. Zwischen 1993 und 1998 war er Cheftrainer des SC Rapperswil-Jona und führte diesen aus der Nationalliga B in die Nationalliga A. Vor der  folgenden Spielzeit wurde er als neuer Trainer der Espoo Blues vorgestellt, aber bereits Ende November 1998 wieder entlassen.
In den Saisons 1999/2000 und 2000/01 betreute er den SC Bern aus der Nationalliga A. Vom 13. November 2001 bis 20. März 2003 war Rautakallio hauptamtlicher Trainer der ZSC Lions.
Ab Mitte der Spielzeit 2004/05 löste Rautakallio Hannu Virta als Cheftrainer bei den Espoo Blues ab, kehrte aber 2005 wieder in die Schweiz zurück und war bis 2007 Cheftrainer des HC Ambrì-Piotta. Sein Nachfolger beim HCAP wurde Larry Huras.
In der Saison 2009/10 trainierte er deren Ligarivalen Ässät Pori, bevor er im April 2011 von Dinamo Riga verpflichtet wurde. Im November 2012 wurde Rautakallio nach einer Niederlagenserie von Dinamo entlassen.
Zwischen 2014 und Februar 2016 war er Cheftrainer bei Ässät Pori.

## Erfolge und Auszeichnungen
| - 1971 Finnischer Meister mit Ässät Pori - 1975 SM-sarja All-Star-Team - 1978 Finnischer Meister mit Ässät Pori - 1978 SM-liiga All-Star-Team - 1978 Bester Verteidiger der SM-liiga - 1978 Beste Plus/Minus-Wertung der SM-liiga - 1979 Finnischer Vizemeister mit Ässät Pori - 1979 SM-liiga All-Star-Team - 1979 Bester Verteidiger der SM-liiga | - 1979 Finnischer Spieler des Jahres - 1983 Finnischer Meister mit HIFK Helsinki - 1983 SM-liiga All-Star-Team - 1983 Lynces Academici Defenceman Award - 1986 SM-liiga All-Star-Team - 1986 Bester Verteidiger der SM-liiga - 1986 Lynces Academici Defenceman Award - 1982 NHL All-Star Game |